# 220229 Hegedüs
220229 Hegedüs è un asteroide della fascia principale. Scoperto nel 2002, presenta un'orbita caratterizzata da un semiasse maggiore pari a 2,3613133 UA e da un'eccentricità di 0,1322382, inclinata di 5,25489° rispetto all'eclittica.